# Krasni Bor (Uliànovsk)
|  | Per a altres significats, vegeu «Krasni Bor». |

Krasni Bor (en rus: Красный Бор) és un poble (un possiólok) de l'óblast d'Uliànovsk, a Rússia, que el 2018 tenia 14 habitants. Pertany al districte municipal de Kuzovàtovo.